# Batalla de Zacatecas (1835)
La batalla de Zacatecas de 1835 tuvo lugar el 11 de abril de 1835 en las inmediaciones la ciudad capital en el estado de Zacatecas, México, entre elementos del ejército federal, al mando del general Antonio López de Santa Anna, y elementos del ejército rebelde comandados por el general Francisco García Salinas durante la rebelión en Zacatecas de 1835.

## Batalla
García Salinas salió con sus cívicos a situarse en el campo de Guadalupe, donde le atacó Santa Anna a las 5 de la mañana del 11 de abril, con 3,400 hombres. La acción fue muy reñida por espacio de 2 horas; a las 9 fue declarada la victoria por Santa Anna que según su primer parte hizo 800 prisioneros, que luego aumentaron a 2,723 el 14 en relación con su segundo parte. Santa Anna tuvo una pérdida de 100 hombres, entre muertos, heridos y dispersos, destacándose el general Joaquín Parres, quien tomó Fresnillo y Sombrerete sin derramar una sola gota de sangre. La entrada a Zacatecas fue seguida por el desorden y crímenes de sus tropas, que robaron casas de extranjeros.